# Ilie Constantin
Ilie Constantin (n. 16 februarie 1939, București, România – d. 5 februarie 2020, București, România) a fost un poet român, prozator, eseist și traducător, reprezentant al generației anilor '60.

## Viața și opera
Ilie Constantin, născut la București, a fost fiu al textilistului Stan Constantin și al taxatoarei de tramvai Ralița Constantin (n. Constantinescu). Între anii 1953 și 1956, a studiat la Liceul Sfântul Sava din București, apoi la Facultatea de Filologie – Universitatea din București (1956 – 1961). O dată cu debutul în studenție a avut loc și debutul cu versuri în revista Tânărul scriitor. Debutul editorial s-a produs în penultimul său an de studenție, 1960, alături de Nichita Stănescu și de Cezar Baltag, cu placheta Vântul cutreieră apele, prefațată de Al. Philippide. După absolvirea cursurilor universitar-filologice, a funcționat ca redactor la ziarul Scânteia, din 1962 și până în 1965; pentru o scurtă vreme, din 1965 și până în 1967, s-a angajat la Studioul Cinematografic București; a avut apoi un post de redactor la o revistă de literatură, Luceafărul, din 1967 și până în 1973, an în care a luat hotărârea autoexilării la Paris. În Franța anului 1991, lui Ilie Constantin, în urma susținerii tezei Complicitatea fertilă – poeți români, 1951 – 1973 (La Complicité fertile – poètes roumains. 1951 – 1973), la Institutul Național de Civilizații și Limbi Orientale din Paris, i s-a acordat titlul de doctor în filologie. 
Debutului editorial – cu Vântul cutreieră apele – i-a urmat o serie de volume care surprind receptorul cu o lirică modernistă, trecută pe la înaltele curți poetice ale lui Quasimodo, Ungaretti, Montale, Umberto Saba (poeți pe care i-a tradus în română) și Ilie Constantin:
- Desprinderea de țărm (1964; 1995),
- Clepsidra (1966),
- Bunavestire (1968),
- Coline cu demoni (1971),
- Celălalt (1972),
- Neguțătorul de săbii / Le marchand de sabres (1997),
- Plata luntrașului (1998),
- Limba imperiului/La langue de l'empire (2000)
- Entuziasmul melancolic, Editura EuroPress · Ideea Europeană, 2007 etc.

Ca prozator, Ilie Constantin s-a remarcat prin romanul Tinerii noștri bunici (1967), prin volumul de povestiri  Câinele înlăcrimat (1970) etc. 
Ilie Constantin a fost și un recenzent / cronicar literar, eseist, ca în volumele: Despre poeți (1971), A doua carte despre poeți (1972) etc. 
Din limba italiană Ilie Constantin a tradus o antologie de poeme din volumele lui Eugenio Montale, apărută în 1967, la Editura Tineretului (din București), în colecția  „Cele mai frumoase poezii“, apoi una din poemele lui Umberto Saba, apărută în 1970.

## Distincții
- Premiul Uniunii Scriitorilor din România (pentru poezie, în 1971).
- Grand Prix de la Jeunesse de la Société des Gens des Lettres de France (pentru proză, La chute dans le zénith, în 1989).[5]